# ロバート・タフト2世
ロバート・タフト・ジュニア(Robert Taft, Jr.、Robert Taft, 2ndとも、1674年 - 1748年)はアメリカの公務員。 

## 経歴
アメリカにおけるタフト家は父ロバート・タフト・シニアの移民により、始まった。母はサラ・シンプソン。マサチューセッツ州ノーフォーク郡ブレインツリーで生まれた。
ブレインツリーで幼少期を過ごし、6歳の時、フィリップ王戦争によりメンドン西部に引っ越した。この時、住んでいた地区は現在のアクスブリッジの町にあたる。後に、ノーフォーク郡ブレインツリーのエリザベス・ウッダードと結婚した。
ウースター郡アクスブリッジでの都市行政委員会の創設者かつ都市行政委員である。
ウースター郡アクスブリッジで死亡した。
ロイヤル・チャピン・タフト、エズラ・タフト・ベンソン、エズラ・T・ベンソン、キングズレー・アーター・タフトなど多くの子孫が政治家となった。